# Občina Šmarje pri Jelšah
Občina Šmarje pri Jelšah je ena od občin v Republiki Sloveniji.

## Naselja v občini
Babna Brda, Babna Gora, Babna Reka, Beli Potok pri Lembergu, Belo, Bezgovica, Bobovo pri Šmarju, Bodrež, Bodrišna vas, Brecljevo, Brezje pri Lekmarju, Bukovje v Babni Gori, Cerovec pri Šmarju, Dol pri Pristavi, Dol pri Šmarju, Dragomilo, Dvor, Gaj, Globoko pri Šmarju, Gornja vas, Grliče, Grobelce, Grobelno - del, Hajnsko, Jazbina, Jerovska vas, Ješovec pri Šmarju, Kamenik, Konuško, Koretno, Korpule, Kristan Vrh, Krtince, Laše, Lekmarje, Lemberg pri Šmarju, Lipovec, Mala Pristava, Mestinje, Močle, Nova vas pri Šmarju, Orehovec, Pečica, Pijovci, Platinovec, Polžanska Gorca, Polžanska vas, Predel, Predenca, Preloge pri Šmarju, Pustike, Rakovec, Senovica, Sladka Gora, Sotensko pri Šmarju, Spodnja Ponkvica, Spodnje Mestinje, Spodnje selce, Spodnje Tinsko, Stranje, Strtenica, Sveti Štefan, Šentvid pri Grobelnem, Šerovo, Škofija, Šmarje pri Jelšah, Topolovec, Vinski Vrh pri Šmarju, Vodenovo, Vrh, Vršna vas, Zadrže, Zastranje, Završe pri Grobelnem, Zgornje Tinsko, Zibika, Zibiška vas

## Lega
Iz Celjske kotline in z vzhodnih odrastkov Posavskega hribovja prehaja površje v nižji gričevnat svet, kjer so višje vzpetine iz apnenca, dolomita ali magmatskih kamnin le še osamelci sredi valovitih terciarnih goric z vmesnimi dolinami in osrednjim podoljem. Vse več je površin, ki so v prisojnih pobočjih posejane z lepimi vinogradi, mnogimi znamenji in kapelicami. Na teh površinah Zgornjesotelskega ali tudi Šmarsko-Rogaškega gričevja leži občina Šmarje pri Jelšah.
Občina je na zahodu, kjer meji na občino Šentjur pri Celju obdana z Voglajnskim gričevjem. Na severu je obdana z mogočnim hrbtom severnega niza posavskega hribovja, ki sega preko Plešivca, Konjiške gore in Boča ter njegovega podaljška Donačke gore (882m). Na severu meji na občini Slovenske Konjice in Slovenska Bistrica. Občina se na vzhodu nadaljuje v Rogaško podolje, kjer meji z občino Rogaška Slatina. Na jugu se dviguje Rudnica (686m). Tukaj meji na občino Podčetrtek. Med Šmarskim podoljem in dolino Zibiškega potoka je na jugu Rokovo gričevje.

## Kamnine
Večji del razrezane gričevnate pokrajine sestavljajo terciarne usedline oligocenske in miocenske starosti. Široko izoblikovano podolje ob Šmarskem potoku, Mestinjščici in Zibiškem potoku je zapolnjeno s kvartnimi naplavinami. Površje sestavljajo raznovrstni laporji in apnenci s primesmi peska in gline. Magmatskega izvora sta le starejši triasni kamnini keratofir in keratofirski tuf, ki se nahajata le v manjših zaplatah v Kameniku. Gričevje prepredajo številni prelomi v alpski smeri od zahoda proti vzhodu. Zaradi živahnega neotektonskega dogajanja je Zgornjesotelsko gričevje med potresno bolj ogroženimi slovenskimi pokrajinami. Zadnji večji potres je bil leta 1974.

## Podnebje in rastje
Z zahoda se čutijo vplivi nekoliko omiljenega zmernega celinskega podnebja, ki je značilno za osrednjo Savinjsko ravan, z vzhoda pa se čuti vpliv subpanonskega celinskega podnebja. Podolje je sicer odprto proti Panonski kotlini, toda ne na široko, marveč po razmeroma ozkih prehodih. Konjiško-Bočko hribovje ščiti pokrajino pred vdorom hladnih zračnih gmot s severa.
Prevladuje tipično celinsko podnebje vzhodne Slovenije. Zime so dokaj hladne, poletja pa topla, kar kažejo tudi podatki za območje občine Šmarje pri Jelšah, saj je srednja letna temperatura 9-10 °C, srednja januarska okoli 0º in srednja julijska okoli 20º celzija (dnevno povprečje). Letna količina padavin je med 1000 in 1150 mm. Na poletne mesece odpade tretjina, na vso vegetacijsko dobo od aprila do oktobra pa prek štiri petine padavin. Jesenski meseci so bolj suhi kot na zahodu in centru države, kar je ugodno predvsem za vinogradništvo. Dolinska območja imajo značilnosti kotlin z nekoliko večjim dnevnim temperaturnim nihanjem kot okoliški hribi. Ob jasnih in mirnih nočeh ter jutrih je prisotna temperaturna inverzija, zato je takrat po gričevjih topleje kot v dolinah.
V dnu dolin so večinoma travniki, struge potokov pa spremljajo vlagoljubne vrste dreves in grmičevja, med katerimi še posebej izstopajo topol, jelša in vrba. Pokrajinsko sliko dopolnjujejo značilna samotna drevesa ob domačijah in cerkvah na gričevnatih slemenih, med katerimi je največ lip, orehov in topolov (jagnedi).
Večje gozdne zaplate so izpodrinila obdelovalna zemljišča. Med gozdovi prevladuje listnati gozd, v najvišjem delu pokrajine in v osojnih legah pa se pojavljajo tudi posamezni iglavci. Najbolj razširjen je nižinski gozd bukve, hrasta in kostanja, na območju Sladke Gore pa se pojavlja še gozd belega gabra. Grmovni in zeliščni sloj v teh gozdovih sta dobro razvita.
Na območju občine Šmarje pri jelšah so zelo ugodni pogoji za vinogradništvo. Veliko kvalitetnih vinogradov se razprostira v okolici Sladke Gore, Brecljevega in Vršne vasi. Vinogradniška so tudi prisojna slemena med Babno Goro in Roginsko Gorco, Grobelcami in Šerovim, na širšem območju Kristan Vrha ter severno od Šmarja na območju med Vrhom in Vodenovim. Po območju občine Šmarje pri Jelšah potekata tudi severni in osrednji del Šmarsko-Viršanjske vinske turistične ceste.

## Zgodovina občine Šmarje pri Jelšah

###### Razvoj občine Šmarje pri Jelšah v 19. in na začetku 20. stoletja
Uvedba občin je bila posledica zakona iz leta 1849, ki je občine vzpostavil kot osnovne samoupravne enote z voljenimi predstavniki in pravico samostojnega odločanja o lokalnih zadevah. Marčna ustava iz leta 1849 je občinam omogočila javno delovanje in pregledno upravljanje financ z dolžnostjo javnega poročanja. Leta 1850 je bila Štajerska razdeljena na tri okrožja: graško, mariborsko in bruško. Občina Šmarje pri Jelšah je pripadala mariborskemu okrožju in sodnemu okraju Šmarje, ki je bil del okrajnega glavarstva Celje. Ob ustanovitvi je občina štela 3805 prebivalcev, osrednje naselje Šmarje pa 459 prebivalcev. V občino so sodila naselja, kot so Šmarje, Sv. Barbara, Dol, Ješovec, Koretno, Preloge, Senovica in Vobov. Sodni okraj Šmarje je obsegal 22 občin in več kot 18.000 prebivalcev. Po ukinitvi okrajnih glavarstev leta 1854 so pristojnosti prevzeli okrajni uradi, okrožja pa so ukinili leta 1859. Po reorganizaciji leta 1868 so bila ponovno vzpostavljena okrajna glavarstva, sodni okraj Šmarje pa je ostal del celjskega glavarstva. Po popisu iz leta 1869 je imela občina Šmarje pri Jelšah 953 hiš in 3792 prebivalcev. 
Do leta 1900 je občina obsegala 3006 hektarjev površine s 3158 prebivalci in 541 hišami. Trg Šmarje pri Jelšah, ki je imel poseben status, je obsegal 364 hektarjev, imel 388 prebivalcev in 136 hiš. Pod občino je spadalo 25 naselij. V občini Šmarje pri Jelšah Trg je leta 1900 stal davčni urad, vodstvo priglednega okraja, finančna straža, meroskusni urad, okrajno sodišče, notariat, okrajni odbor, odvetniška pisarna, rimskokatoliška župnija ter ljudska šola. Del lokalne infrastrukture so sestavljali tudi zdravnik, živinozdravnik, babica, pošta, brzojavna postaja, okraj kmetijskega društva, hranilno-posojilno društvo in orožniška postaja.
Ustava Kraljevine SHS, sprejeta 28. junija 1921, je v VIII. oddelku obravnavala lokalno samoupravo, ki je bila vključena v upravno oblast. Po 47. členu ustave je kralj prek odgovornih ministrov izvrševal upravno oblast, ki je bila razdeljena na štiri ravni: oblasti, okroge, sreze in občine. Lokalna samouprava je temeljila na volitvah, kar je zagotavljalo samostojno delovanje občinskih organov, ločenih od državnih. Medtem ko so občine, srezi in oblasti izvajali naloge lokalne samouprave, so bile naloge državne uprave zaupane okrožjem. Z Uredbo o razdelitvi države na oblasti, uvedeno 26. aprila 1922, je bila Slovenija razdeljena na Ljubljansko in Mariborsko oblast. Občina Šmarje pri Jelšah je postala del Mariborske oblasti, ki je obsegala mesta Celje, Maribor in Ptuj ter sodne okraje, med njimi Celje, Vransko, Gornji Grad in Šmarje. Srez Šmarje pri Jelšah je zajemal kraje Kozje, Podčetrtek, Rogaško Slatino, Rogatec in Sv. Peter pod Sv. Gorami.
Po popisu iz januarja 1921 je imela občina Šmarje pri Jelšah 2812 prebivalcev, skoraj vsi so bili rimskokatoliške veroizpovedi. Ločeno obravnavana občina Trg Šmarje pri Jelšah je štela 630 prebivalcev, med katerimi je bil en pravoslavni. Po popisu leta 1931 je občina Šmarje pri Jelšah – Okolica obsegala 662 hiš in 639 gospodinjstev s 2786 prebivalci, med katerimi je bilo 1303 moških in 1483 žensk.  Trg Šmarje pri Jelšah je imel 147 hiš, 169 gospodinjstev ter 681 prebivalcev, od tega 323 moških in 358 žensk, med katerimi je bilo 677 rimskokatolikov in dva pravoslavna prebivalca.  Trg Šmarje pri Jelšah pade pod jurisdikcijo občine Šmarje pri Jelšah. Do leta 1937 je imela občina 4967 prebivalcev in 1383 hiš na skupni površini 5074 hektarjev. Med kmetijskimi površinami so prevladovali travniki in pašniki (1627 ha), sledile so njive in vrtovi (1158 ha), vinogradi (357 ha) in sadovnjaki (26 ha), gozdovi pa so pokrivali 1746 hektarjev. Na severu je občina mejila na jugozahodne obronke Boča, na zahodu z vasema Ješovec in Kamenik segla v območje Ločnice, na jugu pa zajemala gričevje ob razvodju Zibiškega potoka, vzhodno pa dolini Šmarskega potoka in Mestinjščice.Občani so se pretežno ukvarjali s poljedelstvom in živinorejo, v naseljih Mestinje in trg Šmarje pa tudi z obrtjo in trgovino. Mestinje je bilo pomembno prometno središče z železniško povezavo med Grobelnim in Rogatcem ter cestnimi povezavami proti Šmarju, Rogaški Slatini in Poljčanam. Leta 1936 je občina Slivnica pri Celju izstopila iz sreza Šmarje in se priključila celjskemu srezu, vanj pa so bila vključena dela vasi Sitež in Sveča, ki sta pred tem pripadala ptujskemu srezu.

### Občina Šmarje pri Jelšah po letu 1945
Leta 1945 je nova upravna razdelitev Ljudske republike Slovenije določila, da Šmarje pri Jelšah spada v celjsko okrožje, razdeljeno na sedem okrajev. Okraj Šmarje pri Jelšah je obsegal 52 krajev, kar ga je uvrščalo med večje okraje. Že leta 1946 je sledila reorganizacija, ki je zmanjšala število okrajev na 27. Okraj Šmarje je postal ena izmed šestih upravnih enot celjskega okrožja z 32 kraji, združenimi na osnovi katastrskih enot. Občina Šmarje je postala pomembno administrativno središče, kjer so bile vodene matične knjige za širše območje, vključno s Kozjem, Podčetrtkom, Ponikvo in Rogaško Slatino.
Z reorganizacijo leta 1948 je bil okraj Šmarje pri Jelšah ukinjen, njegovo območje pa združeno z novim okrajem Poljčane. Kljub izgubi statusa okrajnega središča je Šmarje obdržalo upravno vlogo znotraj matičnega okoliša. Po reorganizaciji leta 1955 je zakon določil novo razdelitev okrajev in občin, pri čemer je okraj Celje obsegal 13 občin, vključno z občino Šmarje pri Jelšah.  Leta 1958 sta se občini Kozje in Rogaška Slatina priključili občini Šmarje pri Jelšah, ki je s tem postala središče velike občine do leta 1994, ko se je razdelila na šest manjših.
Občina se je v šestdesetih letih soočala z izseljevanjem mladih iz višinskih kmetij v mesta. Med letoma 1956 in 1961 je gostota prebivalstva upadla z 82,5 na 77,7 prebivalca na kvadratni kilometer. Kmetijsko prebivalstvo je v letu 1960 predstavljalo 67,9 % vseh prebivalcev, že naslednje leto je ta delež padel na 56,6 %. Glavni razlogi za migracije so bili gospodarski izzivi, kot so razdrobljenost kmetijskih površin, nizka donosnost in premik k mešanim oblikam zaposlovanja.
Po letu 1971 se je začelo število prebivalcev v občini Šmarje pri Jelšah povečevati. Leta 1971 je občina štela 30.608 prebivalcev, leta 1981 se je to število povzpelo na 31.389, do leta 1991 pa na 31.807 prebivalcev. Osrednje naselje Šmarje pri Jelšah je v tem času beležilo stalno rast, saj je leta 1971 imelo 3577 prebivalcev, leta 1981 3817, leta 1991 pa 3865. Leta 2022 je število previvalcev občine Šmarje pri Jelšah znašalo približno 10.390, od tega 5.230 moških in 5.170 žensk, kar jo je po številu prebivalcev uvrščalo na 53. mesto v državi.
Leta 1974 je Ustava SFRJ krajevne skupnosti določila kot obvezno obliko lokalnega samoupravljanja za izvajanje skupnih interesov občanov. Občina Šmarje pri Jelšah je bila razdeljena na 24 krajevnih skupnosti. Zakon o postopku za ustanovitev, združitev ali spremembo območja občin iz leta 1980 je v Sloveniji predvidel povečanje števila občin, kar je bilo tri več kot leta 1964 in pet več kot v obdobju med letoma 1966 in 1980. Kljub tem spremembam in preoblikovanjem je občina Šmarje pri Jelšah ostala med obstoječimi občinami  Ko je bila leta 1991 sprejeta ustava Republike Slovenije so bile občine so bile opredeljene kot temeljne samoupravne lokalne skupnosti, ki naj bi izvajale naloge lokalnega pomena. Pomemben mejnik je bil maj 1994, ko so bili razpisani referendumi za ustanovitev novih občin. Rezultati referendumov so bili različni, zato je Državni zbor 3. oktobra 1994 sprejel Zakon o ustanovitvi občin ter o določitvi njihovih območij. Občina Šmarje pri Jelšah je postala samostojna občina, vendar je izgubila veliko ozemlja, ki so se priključila novonastalim občinam.

## Statistični pregled
Občina Šmarje pri Jelšah je bila ustanovljena ob teritorialnem preoblikovanju komun 3. 10. 1994. Nastala je iz takratne komune Šmarje pri Jelšah, ki se je preoblikovala v naslednjih pet manjših samostojnih občin: Kozje, Podčetrtek, Rogaška Slatina, Rogatec in Šmarje pri Jelšah. Komuna Šmarje pri Jelšah je pred preoblikovanjem štela 188 naselij in 32.429 prebivalcev in je obsegala 400,1 km2 ozemlja. Od tega je občini Šmarje pri Jelšah pripadlo 77 (tj. 41 %) naselij, 9.755 (tj. 30 %) prebivalcev in 107,7 km2 (tj.27 %) ozemlja.
Naselje Vinski Vrh pri Slivnici je bilo leta 1994 preimenovano v Sveti Štefan. Naselje Sveti Štefan se je istega leta po številu prebivalcev administrativno povečalo za 20 oseb, in sicer na račun naselij Cerovec pri Šmarju in Grobelce, ki sta izgubili manjša dela ozemlja. Naselje Cerovec pri Šmarju je pred delitvijo štelo 128 prebivalcev, naselje Grobelce pa 203 prebivalce. Naselje Sveti Štefan je pred priključitvijo delov omenjenih dveh naselij štelo 126 prebivalcev. Leta 1995 so bili naselju Šmarje pri Jelšah priključeni deli ozemlja naslednjih naselij: Dvor z 216 prebivalci (zmanjšano po številu prebivalcev za 16 %), Korpule s 111 (27 %), Mala Pristava z 81 (-), Vinski Vrh pri Šmarju z 52 (-), Zadrže z 224 (73 %) in Zastranje s 55 prebivalci (50 %). Tako se je naselje Šmarje pri Jelšah administrativno povečalo po številu prebivalcev za 259 prebivalcev. Istega leta se je naselje Šmarje pri Jelšah tudi zmanjšalo, in sicer za okoli 15 oseb. Manjši del ozemlja je bil namreč ponovno dodeljen naselju Vinski Vrh pri Šmarju.